# Adelius amplus
Adelius amplus är en stekelart som beskrevs av Sergey A. Belokobylskij 1998. Adelius amplus ingår i släktet Adelius och familjen bracksteklar. Inga underarter finns listade i Catalogue of Life.